# سیلور لیک، شهرستان وارن، نیوجرسی
سیلور لیک (به انگلیسی: Silver Lake) یک منطقهٔ مسکونی در ایالات متحده آمریکا است که در هاووپ واقع شده‌است. سیلور لیک ۲٫۵۷۵ کیلومتر مربع مساحت و ۳۶۸ نفر جمعیت دارد و ۱۶۹ متر بالاتر از سطح دریا واقع شده‌است.